# Liberty Lake (Washington)
Liberty Lake est une ville américaine située dans le comté de Spokane, dans l'État de Washington. Selon le recensement de 2020, sa population est de 12 003 habitants.